# Fred Hoyle
Fred Hoyle, född 24 juni 1915 i Bingley i West Yorkshire, död 20 augusti 2001 i Bournemouth i Dorset, var en brittisk astronom och science fiction-författare. Hoyles bestående pionjärinsats är ursprunget till nu etablerade teorier för nukleosyntes i stjärnor. I en radiointervju med BBC 28 mars 1949 myntade han begreppet Big Bang. Mest känd är han dock kanske för sina kontroverser med Big Bang-teoretiker och som företrädare för nukleosyntesen, även känd som "den kemiska evolutionen".

## Vetenskaplig gärning
Hoyle utarbetade tillsammans med Thomas Gold och Hermann Bondi den länge "riktiga" teorin om ett universum utan början, steady state-teorin. Dessa stred länge mot förespråkarna av Big Bang-teorin om vem som hade rätt teori, men nya observationer visade till slut att de var på fel spår. 

Översikt av Trippel-alfaprocessen.

Hoyles bestående bidrag till kosmologin blev i stället att han etablerade begreppet nukleosyntes 1946, idén att de kemiska grundämnena syntetiserades från ursprungligt väte och helium i stjärnor. Han upptäckte att en viss kärnreaktion som kunde alstra kol i stora mängder, krävde mycket specifika och statistiskt osannolika energinivåer hos kolkärnan. Härvid lär övervägande om den mängd kol i universum, som är en förutsättning för existensen av kolbaserade livsformer ha lett honom till övertygelsen att denna så kallade trippel-alfaprocess måste fungera. Han förutsade de korrekta värdena på energinivåerna i kolkärnan, vilka kom att verifieras i senare experiment.
Hoyle har även felaktigt påstått att urfågeln Archaeopteryx skulle vara en förfalskning.

## Science fiction
Hoyle skrev också  science fiction, varav ungefär hälften av arbetena tillsammans med sonen Geoffrey Hoyle. Den kanske mest uppskattade är hans första roman, The Black Cloud, i vilken det visar sig att merparten intelligent liv i universum tar formen av interstellära gasmoln. Dessa förvånas över att intelligent liv kan uppstå på planeter.

## Ärebetygelser
Utmärkelser
- Royal Astronomical Societys guldmedalj (1968)
- Bruce-medaljen (1970)
- Henry Norris Russell föreläsning (1971)
- Royal Medal (1974)
- Astronomical Society of the Pacifics Klumpke-Roberts pris (1977)
- Crafoordpriset från Kungliga Vetenskapsakademien, med Edwin Salpeter (1997)

Uppkallad efter Hoyle
- Asteroiden 8077 Hoyle[1]

## Arbeten

### Science fiction
- Det svarta molnet (The Black Cloud), 1957
- Caraghs gåta (Ossian's Ride), 1959
- A som Andromeda (A for Andromeda), 1962
- Den femte planeten (Fifth Planet), 1963 (med Geoffrey Hoyle)
- Andromeda anropar (Andromeda Breakthrough), 1965 (med John Elliott)
- October the First Is Too Late, 1966
- Element 79, 1967
- Rockets in Ursa Major, 1969 (med Geoffrey Hoyle)
- Seven Steps to the Sun, 1970 (med Geoffrey Hoyle)
- The Inferno, 1973 (med Geoffrey Hoyle). ISBN 0-06-011987-X
- The Molecule Men and the Monster of Loch Ness, 1973 (med Geoffrey Hoyle)
- Into Deepest Space, 1974 (med Geoffrey Hoyle)
- The Incandescent Ones, 1977 (med Geoffrey Hoyle)
- The Westminster Disaster, 1978 (med Geoffrey Hoyle), ISBN 0-06-012009-6
- Comet Halley, 1985, ISBN 0-312-15098-9

### Facklitteratur
- Frontiers of Astronomy, Heinemann Education Books Limited, London, 1955. - Internet Archive. HarperCollins, ISBN 0-06-002760-6 ISBN 978-0-06-002760-5
- Nicolaus Copernicus, Heinemann Educational Books Ltd., London, p. 78, 1973
- Astronomy and Cosmology: A Modern Course, 1975, ISBN 0-7167-0351-3
- Energy or Extinction? The case for nuclear energy, 1977, Heinemann Educational Books Limited, ISBN 0-435-54430-6. I denna provokativa bok påtalar Hoyle den västerländska civilisationens beroende av energikonsumtion och förutspår att kärnfission som energikälla är nödvändig för dess överlevnad.
- Lifecloud - The Origin of Life in the Universe, Hoyle, F. and Wickramasinghe N.C., J.M. Dent and Sons, 1978. ISBN 0-460-04335-8
- Commonsense in Nuclear Energy, Fred Hoyle and Geoffrey Hoyle, 1980, Heinemann Educational Books Ltd., ISBN 0-435-54432-2
- Ice, the Ultimate Human Catastrophe,1981, ISBN 0-8264-0064-7  Snippet view from Google Books
- The Intelligent Universe, 1983
- Evolution from space (the Omni lecture) and other papers on the origin of life 1982, ISBN 0-89490-083-8
- Evolution from Space: A Theory of Cosmic Creationism, 1984, ISBN 0-671-49263-2
- Hoyle, F., The big bang in astronomy, New Scientist 92 (1280):527, November 19, 1981.
- Arp, H.C., Burbidge, G., Hoyle, F., Narlikar, J.V. and Wickramasinghe, N.C., The extragalactic universe: an alternative view, Nature 346:807–812, August 30, 1990.
- Home Is Where the Wind Blows: Chapters from a Cosmologist's Life (självbiografi) Oxford University Press 1994,  ISBN 0-19-850060-2
- Fred Hoyle, Mathematics of Evolution, (1987) University College Cardiff Press, (1999) Acorn Enterprises LLC., ISBN 0-9669934-0-3